# 모치히토 왕
모치히토 왕(以仁王, 닌페이 원년(1151년) ~ 지쇼 4년 음력 5월 26일(1180년 6월 20일))은 헤이안 시대(平安時代) 말기의 황족이다.「모치히토 왕의 영지(令旨)」라 불리는 명령서를 전국의 겐지들에게 내려 헤이케 타도를 위한 거병을 촉구한 것으로 유명하다. 저택이 산조 다카쿠라(三条高倉)에 있었기 때문에 산조미야(三条宮), 다카쿠라노미야(高倉宮)로도 불린다.

## 생애

### 유년 시절
고시라카와 천황(後白河天皇)의 제3왕자로 태어났으나, 《헤이케 이야기》(平家物語)에서는 형 슈가쿠 법친왕(守覚法親王)이 불문에 드는 바람에 제2왕자로 알려졌다. 가인(歌人)으로 이름높던 시키코 내친왕(式子内親王)이 그의 친누나였다. 어머니는 후지와라노 스에나리(藤原季成)의 딸로 다카쿠라노 산미라 불렸던 나리코(成子).
어려서 천태좌주(天台座主) ・ 사이운 법친왕(最雲法親王)의 제자로 들어갔으나, 오호(応保) 2년(1162년) 사이운이 죽자 환속하였다. 에이만(永万) 원년(1165년)에 사람들의 눈을 피해 고노에가와라(近衛河原)의 오미야 고쇼(大宮御所)에서 원복을 치렀다고 한다. 그 뒤 하치조인 쇼코 내친왕(八条院暲子内親王)의 유자(猶子)로 들어갔다.
어려서부터 총명하여 학문이나 시가, 특히 서예와 피리에 뛰어났고, 어머니의 친가가 간인류(閑院流) 후지와라 씨(藤原氏)로 유력한 한때 왕위 계승 후보였지만, 이복 동생 노리히토 친왕(憲仁親王)의 생모로 당시 위세 높던 헤이케 일문의 다이라노 기요모리(平清盛)의 처제 다이라노 시게코(平滋子)가 방해하는 바람에 무산되었다(《헤이케 이야기》). 다만 이는 「인과응보」를 주제로 하는 《헤이케 이야기》의 방편으로, 꼭 사실 그대로라고는 해석할 수 없다는 반론도 있다. 특히 닌난(仁安) 원년(1166년)에 큰외삼촌 후지와라노 기미미쓰(藤原公光)가 곤노주나곤(権中納言) ・ 사에몬노카미(左衛門督)에서 해관되고 실각되면서 모치히토가 왕위를 계승할 가능성은 사라져 버렸다.

### 지쇼 3년의 정변
지쇼(治承) 3년(1179년) 11월에 다이라노 기요모리는 쿠데타를 일으켜 고시라카와 법황을 유폐하고 간파쿠(関白) 마쓰도노 모토후사(松殿基房)를 내쫓아버린다(지쇼 3년의 정변). 이 정변으로 모치히토도 오랫동안 소유해 오던 죠코지(城興寺) 영지를 몰수당했다. 여기에는 다카쿠라 천황 및 그 왕통에 대항하는 세력이었던 모치히토의 경제 기반을 무너뜨리려는 헤이케 정권의 의도가 있었는데, 죠코지 영지는 본래 사이운 법친왕이 소유하고 있었던 것으로 모치히토가 이 영지를 이어받은 것도 출가한 그가 사이운 법친왕의 법등을 이어받는다는 것을 전제로 하고 이루어진 것이었다. 하지만 모치히토는 출가하지 않고 속세의 사람으로써 그대로 이 영지를 소유했고 그것은 당초의 영지 소유 조건에 어긋나는 것이기도 했다. 때문에 헤이케 정권은 이 점을 빌미로 죠코지 영지를 몰수한 뒤 본래의 소유자로 알려져 있던 「나시모토 몬제키」(梨本門跡)에게 반환한다는 명목으로 왕자로부터 이 영지를 몰수했던 것이다.

### 모치히토 왕의 거병
이듬해 4월, 헤이케 타도를 결의한 모치히토 왕자는 미나모토노 요리마사(源頼政)의 권유를 따라 일본 전국에 숨어 있던 겐지들에 대해 헤이케 타도의 영지(令旨)를 내려 반헤이케 무장 봉기를 획책하였다. 또한 스스로 「최승친왕」(最勝親王)이라 칭하며 거병을 권하였는데, 준비를 마치기도 전에 계획이 헤이케측에 누설되고 말았다. 5월 15일, 헤이케의 압력을 받은 조정은 칙명과 인젠(院宣)을 내려 모치히토의 황적(皇籍)을 박탈하고 「미나모토노 모치미쓰」(源以光)로써 도사국(土佐国)으로의 유배를 명하였다. 그 날 밤 게비이시(検非違使) 도키 미쓰나가(土岐光長)와 미나모토노 가네쓰나(源兼綱, 요리마사의 아들)가 모치히토 왕자의 저택을 기습했지만, 모치히토는 이미 저택을 빠져나간 뒤였다. 16일에 들어 왕자가 온조지(園城寺)로 달아났다는 사실이 확인되고, 21일에 헤이케는 온조지 공격을 결정하였다. 그 가운데 대장으로 요리마사도 포함되어 있었는데, 그때까지도 헤이케는 모치히토가 단독으로 획책한 모반이라고만 생각했지 겐지가 가담했다고는 생각하지 않았던 것으로 보인다.
미나모토노 요리마사는 그 날 중으로 자식을 데리고 온조지로 가서 모치히토에게 합류해 버렸고, 온조지와 대립하던 엔랴쿠지(延暦寺)에 협력을 요청했지만 엔랴쿠지는 이를 거부했다. 또한 온조지 안에서도 헤이케 지지파가 적지 않았기 때문에, 승산이 없다고 판단한 모치히토 왕과 요리마사는 난토(南都)로 가서 고후쿠지(興福寺) 등 현지 사원 세력과 합류하기로 했다.
지쇼 4년(1180년) 5월 26일, 요리마사가 우지(宇治)에서 헤이케 세력을 막고 있는 틈을 타서 모치히토는 고후쿠지로 향했지만, 미나미 산성(南山城)의 가와타(加幡) 강변에서 헤이케의 게닌(家人) 후지와라노 가게타카(藤原景高) ・ 이토 다다쓰나(伊藤忠綱) 등이 거느린 추토군에 쫓기다 죽었다. 《헤이케 이야기》에서는 히다노카미(飛騨守) 가게이에(景家)의 군세에 의해 고묘 산(光明山)의 도리이 앞에서 왼쪽 옆구리에 화살을 맞고 낙마하여 목이 베여 전사했다고, 《구칸쇼》에는 니에노 연못을 지나갈 즈음에 추격을 당해 전사하였다고 되어 있다. 요리마사도 우지에서 아들 나카쓰나와 함께 분전 끝에 자결하였다.

### 사후
아무도 왕자의 얼굴이 어떻게 생겼는지를 몰랐기 때문에, 모치히토는 실은 죽지 않고 도고쿠(東国)로 달아났다는 설도 있었다. 《구칸쇼》에는 왕자로 추정되던 시신의 목을 베어다 여러 사람들에게 보여준 가운데, 왕자의 학문 스승이었던 후지와라노 무네나리가 왕자의 목이 맞다고 하였으며, 《헤이케 이야기》에는 모치히토의 총애를 받아 그의 아이까지 낳은 궁녀가 목 앞에 꿇어 앉아 통곡하는 모습을 보고 틀림없는 모치히토 왕의 목임을 확인했다고 한다.

## 모치히토 왕자의 영지
모치히토 왕자의 영지 원문은 《아즈마카가미》(吾妻鏡)나 《헤이케 이야기》 등에도 실려 있는데, 영지로써의 형식에 미흡한 부분이 많고 사료에 따라 문체도 다르다. 내용은 스스로를 진신의 난(壬申の乱)에서의 덴무 천황(天武天皇)에 비기면서 왕실과 조정을 농간하는 헤이케를 타도하고 자신이 제위를 잇겠다는 선언이다.
《아즈마카가미》는 지쇼 4년(1180년) 4월 이즈(伊豆)에 유배되어 있던 미나모토노 요리토모(源頼朝)에게 모치히토 왕의 영지가 도착하는 데서부터 서술을 시작하며, 《헤이케 이야기》에는 모치히토 왕을 만난 요리마사가 전국의 겐지들로써 믿을 만한 자들을 언급하고 있는데, 이들은 미나모토노 미쓰노부(源光信, 미노 겐지美濃源氏), 다다 유키쓰나(多田行綱, 다다 겐지多田源氏), 야마모토 요시쓰네(山本義経, 오미 겐지近江源氏), 다케다 노부요시(武田信義), 이치조 다다요리(一条忠頼), 야스다 요시사다(安田義定, 가이 겐지), 시나노의 기소 요시나카, 이즈의 미나모토노 요리토모, 무쓰(陸奥)의 미나모토노 요시쓰네(源義経) 등이다. 그러나 실제 당시의 중요 인물이 빠져 있는가 하면 착오도 많아서 후세의 창작으로 여겨지고 있다.
한편으로 모치히토 왕이 온조지로 달아난 뒤 한 통의 문서를 더 작성했는데 이것이 진정한 의미의 헤이케 타도의 영지일 가능성이 지적된다. 이것은 《구칸쇼》(愚管抄)에서 모치히토 왕자가 체재하고 있는 동안 「궁선」(宮宣)이 나왔었다는 기술이나, 《헤이케 이야기》에서는 하치조인의 구란도이자 미나모토노 다메요시의 막내아들로 구마노에 숨어 살다 모치히토 왕의 명을 받들어 전국의 겐지들에게 왕자의 영지를 전달하는 임무를 명받았다는 미나모토노 유키이에(源行家)가 5월 19일에 이세 신궁(伊勢神宮)에 봉납했다고 서술한 원문(願文)에서도 「최승친왕의 칙(勅)」이라는 것이 등장하며, 4월 9일의 영지와 유사한 부분이 있을 뿐 아니라 5월 15일에 왕자가 온조지로 달아났다는 것까지 인용되어 있다. 즉 유키이에가 토대를 두고 활동한 모치히토 왕의 영지란 왕자가 온조지로 달아난 직후에 작성된 것으로 보인다는 것이다. 영지의 선자(宣者)로 되어 있는 미나모토노 나카쓰나(源仲綱, 요리마사의 아들)는 작성 날짜로부터 조금 뒤 요리마사 등이 합류한 22일 이후에야 모치히토 왕에게 가담했다는 점에서 다소 모순이 있지만, 「최승친왕의 명」 ・ 「이치노인(一院) 제3친왕의 선명」이라는 명령서가 왕의 사후에도 유포되었다는 것이 구조 가네자네의 일기 《교쿠요》(玉葉)나 후지와라노 사다이에의 일기 《메이게쓰기》(明月記)에도 등장하는 점에서 4월 9일의 영지는 창작일지 몰라도 왕자가 온조지로 들어간 뒤에 「모치히토 왕의 영지」라 불릴 만한 문서가 제작되었고 이것이 《아즈마카가미》보다 앞서 성립된 《헤이케 이야기》에 삽입된 영지의 모델이 되었을 가능성은 충분하다.
모치히토 왕자 자신의 헤이케 타도 계획은 실패로 끝났지만, 그의 영지를 받은 미나모토노 요리토모나 기소 요시나카(木曾義仲) 등 각지 겐지들이 잇따라 병사를 일으켰으며 이는 헤이케 멸망의 시발점이 되었다. 한편 당시 교토 조정은 당초에 모치히토 왕자가 내렸다는 영지 자체를 가짜라고 생각했지만, 나중에 가서야 영지 자체는 진짜라는 것이 밝혀졌고, 나아가 왕자 자신이 동생 다카쿠라 천황(高倉天皇)이나 조카 안토쿠 천황(安徳天皇)을 제치고 즉위할 것이라는 문구를 보고 반발했다고 한다. 반란이 일어나고 16년이 지난 겐큐(建久) 7년(1196년)까지도 모치히토 왕자는 「형인」(刑人)이라 불리며 모반자 취급을 받았다.

## 자손
모치히토 왕자의 첫째 아들이었던 호쿠리쿠노미야(北陸宮)는 양육을 맡고 있던 사누키노카미 시게히데가 출가시켜서 북쪽으로 데리고 내려가, 이후 요시나카에게로 달아나 그의 비호를 받았다. 하치조인(八条院, 도바인의 딸)의 뇨고 산미노 쓰보네(三位局, 다카시나노 모리아키라高階盛章의 딸) 소생의 둘째 아들 와카미야(若宮)는 헤이케에 잡혀서 도손(道尊)이라는 법명으로 닌나지에서 출가했다. 같은 하치조인 소생의 딸 산조미야 히메미야(三条宮姫宮)는 겐큐 7년에 하치조인으로부터 안라쿠쥬인(安楽寿院) ・ 겐기코인(歓喜光院) 등을 일정 부분 양도 받았다고 한다.

### 내용주
1. ↑  하치조인은 에이만 원년에 사망한 니조 천황(二条天皇)의 준모(准母, 어머니 대리)였고, 오미야 고쇼에는 니조 천황의 황후 후지와라노 마사루코(藤原多子)가 거주하고 있었다. 때문에 모치히토의 환속이나 원복에는 니조 천황 친정파였던 사람들이 지지했다고 여겨진다. 한편으로 고시라카와인과 니조 천황은 부자지간이면서도 정치적으로는 서로 대립하는 관계였고 니조 천황을 지지하는 세력들이 모인다는 것은 결과적으로 고시라카와인 ー 다카쿠라 천황의 대항마로써의 의미를 지니는 것이었다.[1]
2. ↑  인세이 시대에 친왕선하를 받는다는 것은 어지간한 일이 없는 한 하나의 원칙으로써 국왕의 정실 부인 즉 뇨고(女御) ・ 중궁(中宮) ・ 황후 소생의 아들, 또는 불문에 든 왕자(법친왕)만으로 제한되어 있었다. 모치히토의 아들인 나리코는 고시라카와인의 총애가 깊기는 했지만 그 신분은 어디까지나 덴시(典侍)로써 일개 여관(女官)에 지나지 않았다. 더구나 모치히토 본인도 어렸을 때 잠시 불문에 들었다가 12세 때에 환속한 과거가 있어서, 그러한 모치히토 왕자에게는 친왕선하를 행할 근거가 애초부터 없었고, 모치히토 본인은 그에 대해 불만을 품을 이유도, 따르지 못할 이유도 딱히 없었다.
3. ↑  《헤이케 이야기》나 《엣추 구사기》에는 「모치히토 친왕」(以仁親王)으로 기재하고 있기는 하지만 사실과는 다르다.
4. ↑  교토 산젠인(三千院)의 다른 이름으로 몬제키란 일본에서 왕족이나 귀족이 주지를 맡는 특정 사찰 또는 그 주지를 가리킨다. 당시 산젠인의 몬제키는 묘운(明雲)이었다.
5. ↑  다만 두 사람 모두 왕자가 죽지 않고 살아있다는 설에 기반해 영지 자체를 가짜라고 비판하고 있으며, 실물을 본 것은 아니다.
6. ↑  두 천황 모두 고시라카와인 자신이 치천의 군으로써 지목한 후사였고, 마땅히 그 자손으로 계승되는 것이 당연하다는 것이 당시 교토의 귀족 사회의 공통된 인식이었다. 때문에 모치히토 왕자의 행동은 ‘찬탈’ 시도로 받아들여질 수밖에 없었다.